# Don Fanucci
Massimo Fanucci es un personaje ficticio que aparece en la novela de Mario Puzo, el Padrino y en la película El padrino II. Fue representado por Gastone Moschin.

## En la novela y la película
Fanucci fue un integrante de la Mano Negra, una organización criminal en Little Italy,  Nueva York. Fanucci es el don local que exige el dinero por la protección de los negocios de la vecindad, y no limita sus demandas a los no sicilianos, que son considerados un signo de falta de respeto en la Mafia.

### Comienzo de enemistad con Vito Corleone
Vito Corleone es testigo de cómo Fanucci  amenaza con matar a una muchacha joven cuando su padre rechaza pagarle. Vito también pierde su trabajo cuando Fanucci exige que su amigo Genco, el padre de Abbandando, proporcione el empleo que tiene Vito para su sobrino, Sandiago.
Vito Corleone mira a Fanucci mientras vaga por las calles sin protección obvia, pero no emprende ninguna acción inmediata. 

### Negociación con Vito
Un día, mientras Vito estaba conduciendo, Fanucci lo aborda saltando al frente del vehículo. Fanucci le explica  que sabe que él, Peter Clemenza y Sal Tessio habían participado en varios robos, pero lo habían tratado "pobremente" no permitiéndole  tomar una cuota de sus ganancias. Él lo amenaza con delatarle a la policía y en ese momento Vito ve el momento perfecto para tomar el lugar del don.
Cuando Vito encuentra más tarde a Fanucci, él ofrece sólo una fracción de la cantidad exigida - 100 de los  200 dólares que Fanucci esperaba. Fanucci queda impresionado por el coraje de Vito, y le ofrece  trabajo. Corleone interpreta esta mala habilidad para negociar, así confirmando su sospecha de la debilidad de Fanucci.

### Asesinato
Después de la reunión, Vito acecha a Fanucci encima de los tejados de la calle. Entrando por un agujero en el tejado, él desciende al apartamento de Fanucci y se dispone a asesinarlo. Vito cubre el arma en una toalla para silenciar el sonido del disparo. Cuando Fanucci llega, Corleone le dispara una vez en el pecho y dos veces en el rostro mientras se lleva a cabo una solemne procesión de marzo cerca de ahí. Después del golpe, Vito recupera el dinero que Fanucci había tomado en su día y luego destruye el arma, desmontándola y lanzándola por los tubos de ventilación del apartamento. Vito, Clemenza y Tessio toman el control del vecindario tratándolo con más respeto que Fanucci y ganándose la lealtad de los habitantes de Little Italy.
Sin que Vito se dé cuenta, su joven hijo, Sonny vio a su padre sobre el tejado. Sin embargo, esto no es mencionado en la película; es mencionado en el libro cuando Sonny es detenido para un asalto a mano armado cuando tiene 16 años.